# Oscar Robertson
Oscar Palmer Robertson (pron. ˈɔskə* ˈpaːmə* ˈrɔbətsn; Charlotte, 24 novembre 1938) è un ex cestista statunitense di ruolo guardia.
Soprannominato The Big O, disputò 14 campionati NBA con le maglie dei Cincinnati Royals e dei Milwaukee Bucks, vincendo con questi ultimi il titolo nel 1971. Nel 1962 fu il primo giocatore nella storia dell'NBA a concludere una stagione con una tripla doppia di media, record che venne eguagliato solamente nel 2017 da Russell Westbrook. Inoltre stabilì sia il record di triple doppie in una singola stagione (41) che quelle in carriera (181), anche questi battuti sempre da Westbrook (il primo nel 2017, il secondo nel 2021).
Fece per tre volte parte della All-State selection alla Crispus Attucks High School di Indianapolis. In seguito studiò alla University of Cincinnati, dove stabilì diciannove record scolastici e quattordici della NCAA, risultando per tre volte College Player of the Year e leader nelle marcature.

## Caratteristiche tecniche
Fu descritto da Red Auerbach come un giocatore estremamente versatile, tanto da essere molto abile sia come marcatore che come assist-man e rimbalzista. È considerato la prima big guard della storia in quanto era dotato di un fisico possente (196 cm per 93 kg di peso), caratteristica insolita per una guardia nella NBA degli anni '60. Precursore della head-fake e del fade-away, aveva movenze molto moderne nella zona intermedia del campo, simili a quelle portate a un livello di eccellenza da altre guardie come Michael Jordan e Kobe Bryant.

## Carriera

### NBA

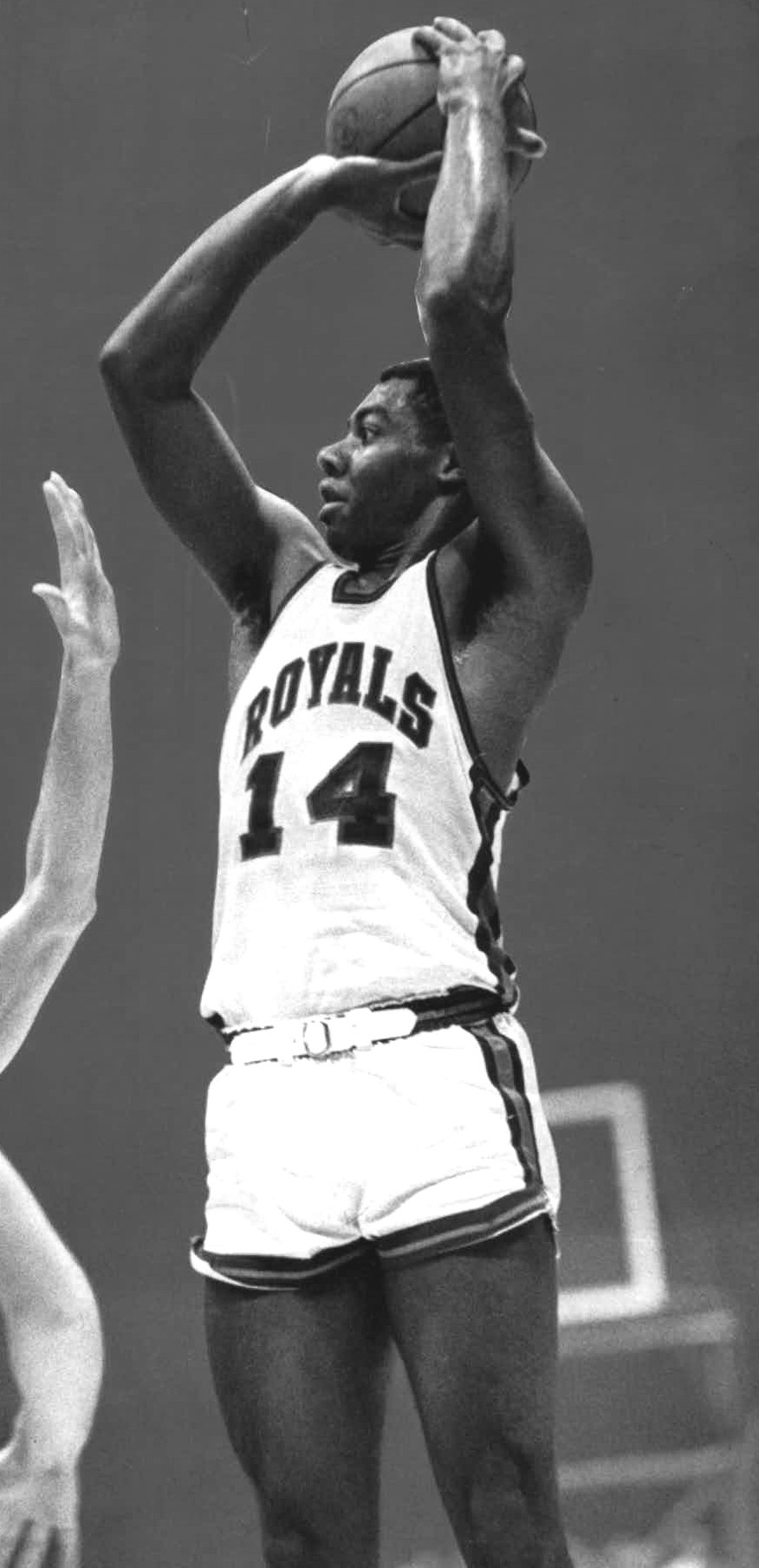
Robertson al tiro con la maglia dei Cincinnati Royals nel 1966

Prima scelta assoluta al Draft NBA 1960, le sue quattordici stagioni nell'NBA come guardia dei Cincinnati Royals prima e dei Milwaukee Bucks dopo includono il premio matricola dell'anno nel 1961, tre premi come MVP dell'NBA All-Star Game (nel 1961, 1964 e 1969) e, nel 1964, il premio come miglior giocatore della lega. Dal 1961 al 1969 fu per sei volte il miglior assistman della NBA ed è 7º tra i giocatori ad aver fornito più assist in carriera.
La sua miglior stagione, dal punto di vista statistico, fu la seconda (1961-62), nella quale Robertson tenne una tripla doppia di media per tutta la stagione: 30,8 punti, 11,4 assist e 12,5 rimbalzi a partita. Questa combinazione record non fu ripetuta da nessun altro giocatore per i successivi 55 anni, finché Russell Westbrook, allora playmaker degli Oklahoma City Thunder, nella stagione 2016-2017 fece registrare 31,6 punti, 10,4 assist e 10,7 rimbalzi a partita. Nella stagione 1961-1962 Robertson aveva stabilito anche il record per il maggior numero di triple doppie in una singola stagione con 41: anche questo record durò per 55 anni fu battuto da Westbrook, che nella stagione 2016-2017 ne registrò 42.
Nel 1971 Robertson, insieme al compagno di squadra Kareem Abdul-Jabbar, portò ai Milwaukee Bucks il loro primo titolo NBA. Come riconoscimento, la squadra ha ritirato il suo numero di maglia.
Robertson terminò la sua carriera con 26.710 punti segnati (25,7 a partita), 9.887 assist (9,5 a partita) e 7.804 rimbalzi (7,5 a partita), risultando (all'epoca del suo ritiro) al primo posto assoluto nella classifica degli assist e dei tiri liberi segnati; è inoltre il tredicesimo marcatore di tutti i tempi.

### Nazionale
Terminato il college, Robertson e Jerry West co-capitanarono la Nazionale Americana di pallacanestro ai Giochi olimpici del 1960. La squadra, descritta come la migliore di sempre composta solo da cestisti amatoriali, asfaltò la concorrenza, vincendo tutte le partite e di conseguenza la medaglia d'oro. Robertson giocò come ala, insieme al cestista di Purdue Terry Dischinger, o come playmaker. Risultò miglior marcatore della nazionale con 138 punti, aiutando la squadra a vincere le partite con un margine medio di 42,4 punti. Degli undici compagni di Robertson, altri nove calcarono i campi della NBA, compresi tre futuri Hall-of-Famers: Jerry West, Jerry Lucas, and Walt Bellamy.
Robertson guidò all'oro olimpico la nazionale statunitense del 1960 e questa squadra viene ritenuta da molti la migliore tra quelle composte da giocatori non professionisti.

## Statistiche
| † | Denota le stagioni in cui ha vinto il titolo |
| * | Primo nella lega                             |
| * | Record                                       |

### NCAA
| Anno      | Squadra             | PG | PT | MP   | TC%  | 3P% | TL%  | RP   | AP  | PRP | SP | PP   |
| --------- | ------------------- | -- | -- | ---- | ---- | --- | ---- | ---- | --- | --- | -- | ---- |
| 1957-1958 | Cincinnati Bearcats | 28 | -  | 38,8 | 57,1 | -   | 78,9 | 15,2 | -   | -   | -  | 35,1 |
| 1958-1959 | Cincinnati Bearcats | 30 | -  | 39,1 | 50,9 | -   | 79,4 | 16,3 | 6,9 | -   | -  | 32,6 |
| 1959-1960 | Cincinnati Bearcats | 30 | -  | 38,5 | 52,6 | -   | 75,6 | 14,1 | 7,3 | -   | -  | 33,7 |
| Carriera  | Carriera            | 88 | -  | 38,8 | 53,5 | -   | 78,0 | 15,2 | 7,1 | -   | -  | 33,8 |

### NBA

#### Regular season
| Anno       | Squadra           | PG   | PT | MP    | TC%  | 3P% | TL%   | RP   | AP    | PRP | SP  | PP    |
| ---------- | ----------------- | ---- | -- | ----- | ---- | --- | ----- | ---- | ----- | --- | --- | ----- |
| 1960-1961  | Cincinnati Royals | 71   | -  | 42,7  | 47,3 | -   | 82,2  | 10,1 | 9,7*  | -   | -   | 30,5  |
| 1961-1962  | Cincinnati Royals | 79   | -  | 44,3  | 47,8 | -   | 80,3  | 12,5 | 11,4* | -   | -   | 30,8  |
| 1962-1963  | Cincinnati Royals | 80   | -  | 44,0  | 51,8 | -   | 81,0  | 10,4 | 9,5   | -   | -   | 28,3  |
| 1963-1964  | Cincinnati Royals | 79   | -  | 45,1  | 48,3 | -   | 85,3* | 9,9  | 11,1* | -   | -   | 31,4  |
| 1964-1965  | Cincinnati Royals | 75   | -  | 45,6* | 48,0 | -   | 83,9  | 9,0  | 11,5* | -   | -   | 30,4  |
| 1965-1966  | Cincinnati Royals | 76   | -  | 46,0  | 47,5 | -   | 84,2  | 7,7  | 11,1* | -   | -   | 31,3  |
| 1966-1967  | Cincinnati Royals | 79   | -  | 43,9  | 49,3 | -   | 87,3  | 6,2  | 10,7  | -   | -   | 30,5  |
| 1967-1968  | Cincinnati Royals | 65   | -  | 42,5  | 50,0 | -   | 87,3* | 6,0  | 9,7*  | -   | -   | 29,2* |
| 1968-1969  | Cincinnati Royals | 79   | -  | 43,8  | 48,6 | -   | 83,8  | 6,4  | 9,8*  | -   | -   | 24,7  |
| 1969-1970  | Cincinnati Royals | 69   | -  | 41,5  | 51,1 | -   | 80,9  | 6,1  | 8,1   | -   | -   | 25,3  |
| 1970-1971† | Milwaukee Bucks   | 81   | -  | 39,4  | 49,6 | -   | 85,0  | 5,7  | 8,2   | -   | -   | 19,4  |
| 1971-1972  | Milwaukee Bucks   | 64   | -  | 37,3  | 47,2 | -   | 83,6  | 5,0  | 7,7   | -   | -   | 17,4  |
| 1972-1973  | Milwaukee Bucks   | 73   | -  | 37,5  | 45,4 | -   | 84,7  | 4,9  | 7,5   | -   | -   | 15,5  |
| 1973-1974  | Milwaukee Bucks   | 70   | -  | 35,4  | 43,8 | -   | 83,5  | 4,0  | 6,4   | 1,1 | 0,1 | 12,7  |
| Carriera   | Carriera          | 1040 | -  | 42,2  | 48,5 | -   | 83,8  | 7,5  | 9,5   | 1,1 | 0,1 | 25,7  |
| All-Star   | All-Star          | 12   | 10 | 31,7  | 51,2 | -   | 71,4  | 5,8  | 6,8   | -   | -   | 20,5  |

#### Play-off
| Anno     | Squadra           | PG | PT | MP    | TC%  | 3P% | TL%  | RP   | AP    | PRP | SP  | PP   |
| -------- | ----------------- | -- | -- | ----- | ---- | --- | ---- | ---- | ----- | --- | --- | ---- |
| 1962     | Cincinnati Royals | 4  | -  | 46,3  | 51,9 | -   | 79,5 | 11,0 | 11,0* | -   | -   | 28,8 |
| 1963     | Cincinnati Royals | 12 | -  | 47,5* | 47,0 | -   | 86,4 | 13,0 | 9,0*  | -   | -   | 31,8 |
| 1964     | Cincinnati Royals | 10 | -  | 47,1* | 45,5 | -   | 85,8 | 8,9  | 8,4*  | -   | -   | 29,3 |
| 1965     | Cincinnati Royals | 4  | -  | 48,8* | 42,7 | -   | 92,3 | 4,8  | 12,0* | -   | -   | 28,0 |
| 1966     | Cincinnati Royals | 5  | -  | 44,8  | 40,8 | -   | 89,7 | 7,6  | 7,8   | -   | -   | 31,8 |
| 1967     | Cincinnati Royals | 4  | -  | 45,8  | 51,6 | -   | 89,2 | 4,0  | 11,3* | -   | -   | 24,8 |
| 1971†    | Milwaukee Bucks   | 14 | -  | 37,1  | 48,6 | -   | 75,4 | 5,0  | 8,9*  | -   | -   | 18,3 |
| 1972     | Milwaukee Bucks   | 11 | -  | 34,5  | 40,7 | -   | 83,3 | 5,8  | 7,5   | -   | -   | 13,1 |
| 1973     | Milwaukee Bucks   | 6  | -  | 42,7  | 50,0 | -   | 91,2 | 4,7  | 7,5   | -   | -   | 21,2 |
| 1974     | Milwaukee Bucks   | 16 | -  | 43,1  | 45,0 | -   | 84,6 | 3,4  | 9,3*  | 0,9 | 0,3 | 14,0 |
| Carriera | Carriera          | 86 | -  | 42,7  | 46,0 | -   | 85,5 | 6,7  | 8,9   | 0,9 | 0,3 | 22,2 |

### Record
- Secondo per numero di triple doppie in carriera: 181
- Miglior realizzatore di sempre dei Cinicinnati Royals/Sacramento Kings: 22009 punti

## Palmarès

### Club
- Campionato NBA: 1

Milwaukee Bucks: 1971
- La maglia n.1 è stata ritirata dai Milwaukee Bucks, la n.14 dai Sacramento Kings e la n.12 dalla University of Cincinnati.

### Nazionale
- Olimpiadi: 1

Roma 1960
- Giochi panamericani: 1

Chicago 1959

### Individuale

#### NCAA
- Sporting News Player of the Year: 3

1958, 1959, 1960
- UPI College Player of the Year: 3

1958, 1959, 1960
- All-American First Team: 3

1958, 1959, 1960
- All-MVC First Team: 3

1958, 1959, 1960
- Helms Foundation Player of the Year: 2

1959, 1960
- USBWA College Player of the Year: 2

1959, 1960

#### NBA
- MVP dell'All-Star Game: 3

1961, 1964, 1969
- Rookie dell'anno: 1

1961
- MVP della regular season: 1

1964
- Miglior assistman stagionale NBA: 6 (3° migliore di sempre dopo John Stockton (9) e Bob Cousy (8) )

1961, 1962, 1964, 1965, 1966, 1969
- 2 volte miglior tiratore di liberi NBA (1964, 1968)
- Diciassettesimo miglior marcatore di sempre sommando ABA e NBA
- Quindicesimo miglior marcatore di sempre NBA
- Nono per numero di assist di sempre NBA
- Terzo migliore giocatore di sempre per assist a partita NBA in regular season (9,51 assist a partita)
- Partecipazioni all'All-Star Game: 12

1961, 1962, 1963, 1964, 1965, 1966, 1967, 1968, 1969, 1970, 1971, 1972
- Squadre All-NBA: 11

First Team: 1961, 1962, 1963, 1964, 1965, 1966, 1967, 1968, 1969
Second Team: 1970, 1971

#### Nazionale
- FIBA World Cup All-Tournament Teams: 1

1959

#### Hall of Fame
- Inserito nella Basketball Hall of Fame nel 1980
- Incluso tra gli 11 migliori giocatori nel trentacinquesimo anniversario della NBA
- Inserito tra i 50 migliori giocatori del cinquantenario della NBA
- Inserito nel NBA 75th Anniversary Team